# Voivodato de Chełm
El voivodato de Chełm (en polaco: województwo chełmskie) fue una división administrativa y un gobierno local de Polonia entre 1975 y 1998.
Su territorio se extendía sobre 3866 km² y ahora se corresponde al voivodato de Lublin, tras una ley de 1998 que reorganizó la división administrativa del país.
La capital del voivodato era Chełm.

## Distritos (powiat)
Basado en la ley del 22 de marzo de 1990, las autoridades locales de la administración pública general, han creado 3 regiones administrativas en las que participan unos diez municipios.
Distrito de Chełm
- Gmíny

1. Bialópolis
2. Chełm
3. Cycow
4. Dorocáscara
5. Dubienka
6. Kamien
7. Leśniowice
8. ruda huta
9. serrar
10. Siedliszcze
11. Wierzbica
12. Żmudź

- Ciudades

1. Chełm

Distrito de Krasnystaw
- Gmíny

1. Krasnistaw
2. Kraśniczyn
3. Lopiennik Górny
4. Rejowiec
5. Rejowiec Fabryczny
6. siennica rozana
7. Wojslawice

- Ciudades

1. Krasnistaw
2. Rejowiec Fabryczny

Distrito de Włodawa
- Gmíny

1. Hansk
2. Sosnowica
3. stary brus
4. Urszulín
5. Wlodawa
6. Wola Uhruska
7. wyryki

- Ciudad

1. Wlodawa

## Ciudades
Población en 31 de diciembre de 1998:
- Chełm - 70 654
- Krasnystaw - 20 718
- Włodawa - 14 733
- Rejowiec Fabryczny - 4 600

- Datos: Q1752936